# Antonio Gades
Antonio Esteve Rodenas, més conegut amb el nom artístic d'Antonio Gades (Elda, Vinalopó Mitjà, 14 de novembre de 1936 - Madrid, 20 de juliol de 2004), fou un ballarí valencià i coreògraf de dansa espanyola.

## Biografia
Va néixer en una família humil en una casa cova a Elda, pocs mesos després de començar la Guerra Civil espanyola. A principis de 1937, el seu pare, paleta de professió, s'allista voluntari en l'Exèrcit republicà, i es trasllada al front de Madrid. Poc després el seguirà tota la família. El 1947 Antonio Gades va haver de començar a treballar i ho farà en un conegut estudi fotogràfic "on les fotografies d'artistes de l'època omplien tota la paret de la cambra fosca" i al diari ABC com a mosso.
El 1949 s'inscriví en una acadèmia de ball, on la casualitat el permetria conèixer mesos més tard Pilar López Julvez. Va ser aquesta qui li suggerí el nom artístic d'Antonio Gades, com a record de les ballarines gaditanes. Pilar serà la seva descobridora i admirarà en ell els dots naturals i la seva exquisida puresa. El 1951 entra a formar part de la companyia. Pilar i el primer ballarí, Manolo Vargas, seran els encarregats de donar-lo a conèixer al món del folklore espanyol en un repertori amplíssim. Alhora que viatja arreu del món, descobrirà la seva gran inspiració per a la creació de les seves pròpies coreografies: Federico García Lorca.
Durant els 12 primers anys viatja, balla i es forma també en dansa clàssica, "aquell temps d'aprendre no l'he perdut mai". Gades és ja conegut i valorat internacionalment. En el Teatre de l'Òpera de Roma fou anomenat "el ballador de l'essència andalusa", prova que s'ha decantat fermament per aquest folklore. El 1962 fundà la seva primera companyia. A Itàlia actuà, a més de Roma, en el Festival de Spoleto com a primer ballarí i coreògraf amb Carmen i al Teatre de La Scala de Milà. Alfredo Mañas havia escrit expressament per a ell La historia de los tarantos. Gades explicarà el seu viatge a l'exterior com una manera de buscar les arrels flamenques, perquè per a ell a Espanya els oripells i l'excés de virtuosisme havien "prostituït" la cultura flamenca popular.
Després d'alguns mesos a Itàlia tornà a Espanya i representà La historia de los tarantos, rodà una pel·lícula (ja havia intervingut en un petit paper a Itàlia amb Vittorio Gassman), Els Tarantos del director Francesc Rovira-Beleta. Representa a Espanya el 1964 a l'Exposició de Nova York, que l'acull com un ídol del flamenc. Aquest és també l'any en què es casa amb Marujita Díaz, i se'n separa 20 mesos després. El 1965 estrena Don Juan al Teatre de la Zarzuela. L'obra suposà un fracàs de públic. Antonio Gades havia posat bona part dels seus recursos en la producció i es trobarà pocs mesos després gairebé sense diners. Fins a 1968, quan es casa amb la ballarina Pilar San Clemente, no se'l veu tornar a la Scala de Milà al costat de Rudolf Nuréiev, on, sense obtenir un gran èxit, es reafirma en la seva capacitat per a transmetre la puresa del ball espanyol.
El 1969 realitza la coreografia d'El amor brujo amb l'Òpera de Chicago. Representa l'obra a França, Itàlia, Espanya, Japó, Estats Units, Marroc, Argentina, entre altres països, amb la seva pròpia companyia, el Ballet d'Antonio Gades. El 1971 se separa de la seva esposa, de qui tenia dos fills i el 1973 s'uneix a Pepa Flores, amb qui tindrà tres filles: l'actriu María Esteve, Tamara i la cantant Celia Flores. Fins a 1974 recorrerà tot el món; arriba a Roma amb la seva nova obra: Bodas de sangre o, en el seu títol original, Crónica del suceso de las bodas de sangre. L'èxit l'acompanya, ja fins i tot a Espanya, però Gades anuncia la seva retirada i dissol la companyia.
El 1976 roda amb Albert Camus Dies del passat. Llevat d'un viatge per Cuba i Estats Units amb Alicia Alonso, no torna a ballar. El 1978 funda el Ballet Nacional d'Espanya, sent el director. Malgrat el seu rotund èxit, només roman dos anys en el càrrec. Amb els ballarins del Ballet Nacional que renuncien al seu càrrec, forma nova companyia fins a 1981. Abans roda Bodas de sangre amb Carlos Saura, amb qui faria a més El amor brujo, Carmen i Flamenco.
És temps d'obertura i la figura controvertida de Gades s'obre un buit en el panorama polític i cultural espanyol. Durant la transició espanyola es declarava com un "català d'Elda" d'ideologia marxista i pancatalanista independentista. Va participar en política encapçalant la candidatura del Bloc d'Esquerra d'Alliberament Nacional (BEAN) a les eleccions municipals d'Alacant el 1979, i es mantindria vinculat a aquesta formació durant la dècada dels 80. Més tard va acabar militant en el Partit Comunista dels Pobles d'Espanya; fou membre del seu Comitè Central i es va mantenir vinculat al Partit Comunista de Cuba tota la seva vida.
El 1986 se separa de Pepa Flores. El 1988 es casa amb Daniela Frey, matrimoni que dura fins a 1993. La seva última producció com a coreògraf serà Fuenteovejuna sobre el text de Lope de Vega i adaptació de José Manuel Caballero Bonald, estrenada a l'Òpera de Gènova el 1994. Amb la seva última obra va fer una gira pel Japó, Itàlia, França, Regne Unit, Espanya, Cuba, i diversos països llatinoamericans. Continuà amb el seu exercici de puresa en l'art: "el ball no és un exercici, és un estat anímic que surt a través d'un moviment". El 1999 va rebre la Creu de Sant Jordi.
Després d'una llarga malaltia al costat de la seva nova companya, Eugenia Eiriz, va morir a Madrid el 2004. El 6 de juny havia rebut de mans de Fidel Castro l'Orde José Martí, màxima condecoració de la República de Cuba. El 2005 les seves cendres van ser enterrades al Mausoleu dels Herois de la Revolució Cubana. A la seva mort, Francesc Frutos, aleshores secretari general del Partit Comunista d'Espanya dirà que era "home de compromís i dignitat, de lleialtats i amics, va beure des de nen de les fonts de la tradició obrera, del sofriment del treball, de la necessitat, elevant el seu art més gran, el ball flamenc, un ball de classe amb consciència, fins a la categoria de manifestació universal".